# Michael Schulz (Theologe)
Michael Schulz (* 17. Januar 1960 in Wiesbaden) ist ein deutscher katholischer Theologe.

## Leben
Michael Schulz wurde am 17. Januar 1960 in Wiesbaden geboren. Die Familie siedelte nach Mainz über, so dass Schulz dort zur Schule ging und 1978 am Bischöflichen Willigis-Gymnasium die Reifeprüfung ablegte. Nach der Schule studierte Schulz  von 1978 bis 1985 an der Johannes Gutenberg-Universität Mainz sowie an der  Päpstlichen Universität Gregoriana in Rom Philosophie und Theologie. Er lebte dort im Germanicum-Hungaricum. 1985 beendete er sein Studium mit dem Lizentiat im Fach Dogmatik „Analogie und Gotteserkenntnis bei Gustav Siewerth“. Er wurde am 8. Oktober 1984 in Rom durch Kardinal Joachim Meisner zum Priester geweiht.
Im Anschluss an seine Weihe war er ab August 1985 für zwei Jahre als Kaplan in Langen (Hessen) in den Gemeinden Liebfrauen und St. Albertus Magnus tätig. Im August 1987 wurde Michael Schulz Assistent der Hausleitung im Mainzer Priesterseminar. Dort arbeitete er als Moderator in der Fortbildung für Kapläne des ersten Dienstjahres.
Ab 1989 studierte er an der Ludwig-Maximilians-Universität München mit dem Ziel der Promotion bei Professor Gerhard Ludwig Müller, der ebenfalls aus dem Bistum Mainz stammt und am Willigis-Gymnasium war. Seit 1994 war er als wissenschaftlicher Mitarbeiter am Institut für Dogmatik in München tätig.
Das Ziel der Promotion im Fach Dogmatik erreichte er 1995 mit seiner Arbeit zu „Sein und Trinität“, die Habilitation dann 2003 mit dem Thema „Geschichtlichkeit des Sündenfalls“. 2001 nahm Schulz eine Gastprofessur für Dogmatik an der Theologischen Fakultät Lugano an und wurde dort zum Wintersemester 2001 ordentlicher Professor. Von 2002 bis 2004 war er Mitglied der Theologischen Kommission der Schweizer Bischofskonferenz. 
Im Jahr 2004 wurde er zum Professor für Dogmatik an der Katholisch-Theologischen Fakultät der Rheinischen Friedrich-Wilhelms-Universität Bonn ernannt. Im gleichen Jahr wurde er Direktoriumsmitglied des Interdisziplinären Lateinamerikazentrums Bonn. Oktober 2006 wurde er Mitarbeiter der Kommission IV (Geistliche Berufe und Kirchliche Dienste) der Deutschen Bischofskonferenz. Von 2008 bis 2009 war Schulz auch Dekan der Katholisch-Theologischen Fakultät. Im Juni 2009 wurde Schulz zum Mitglied der Commissio Theologica Internationalis (Internationale Theologenkommission) des Vatikans ernannt.
Am 30. September 2009 wurde er durch den Mainzer Bischof, Kardinal Karl Lehmann, als Priester suspendiert, da sich Schulz nach eigenen Angaben „nicht mehr in der Lage sieht, die priesterliche Ehelosigkeit zu leben“.
Seit Februar 2010 gehört Michael Schulz der Philosophischen Fakultät der Bonner Universität an. Er ist Direktor des Arbeitsbereichs „Philosophie und Theorie der Religionen“ und Geschäftsführender Direktor des Interdisziplinären Lateinamerikazentrums der Universität Bonn.

## Werke
- Helmut Hoping, Michael Schulz: Unheilvolles Erbe? Zum Verständnis der Erbsündenlehre. Quaestiones Disputatae. Verlag Herder, Freiburg 2008